# Hunkøn (2018 serie)
Hunkøn er en dansk dokumentarserie produceret af DR3 fra 2018. Serien omhandler fem transkønnede kvinder, Ivy, Laura, Sasha, Natalie og Valerie, der alle lever meget forskellige liv. De håndterer ligeledes deres transkønnethed på forskellige måder, hvilket spænder fra feministisk aktivisme til promiskuøs oprør. Trods deres forskellige håndteringer af tilværelse, tilnærmer de sig et fælles svar på, hvad det vil sige at være en “rigtig” kvinde efter samfundets normer: At være smuk. Hvis man som transkønnet kvinde er interesseret i at få respekt fra det omkringliggende samfund, er der visse skønhedskrav, der skal opfyldes. Sasha beskriver kvindens fysiske ideal således: "Det jeg har stræbt efter og gerne vil opnå, det er det her med at få flotte, store bryster, gerne bredere ned ved hofterne, og så handler det meget om sådan nogle store øjne, som har det der babyudtryk, og det er det jeg forbinder med kvindelighed [...]". Alle fem kvinder fortæller i serien om deres personlige erfaringer om transformationen til kvinde.

## Produktion
I 2018 blev serien serien produceret af Nelle Renberg Andersen, Sally Sønderby Danielsen og Nynne Duvå Hall. Serien modtog de Axgil Award i kategorien ”Medieprisen” til Danish Rainbow Award. Anette Toftgaard var caster til serien, og arbejder også hos DR3 som caster og tidligere tv-vært. Hun blev kendt med Casper Christensen på DR’s fredagsunderholdningsprogram ”Husk lige tandbørsten”. Efter hendes barsel i 2001, vendte hun tilbage og blev vært i realityshowet ”Big Brother”. Anette og Casper Christensen dannede par og fik to børn, hvor de derefter blev skilt i 2001.
Serien er yderligere blevet redigeret af Emma Sokoler og Bolette Søs Dyrberg. Emma har også været produktionschef på TV2 Zulus serie ”Roomies – London Calling”. Dette er også en ungdomsserie, hvor man følger 5 unge, som skal bo sammen uden at kende hinanden i London. Sokoler udtaler sig om programmet og fortæller, hvilke udfordringer der var ved at flytte en hel produktion til London.  Visuelle producer af Hunkøn er Lars Juul. Casper Bøgelund Degn har klippet serien sammen, og er også kendt for at klippet mange danske tv-programmer sammen, for eksempel: X factor (DR1), Sovedyr på eventyr (DR Ramasjang), Amalies Baby (TV3), Paradise Hotel 10 (TV3). Danmarks næste topmodel 4 (Kanal 5), så han har været en del forskellige steder.
Lene Ellekær er produktionschef på serien, og har arbejdet hos Danmarks Radio i 11 år. Hun har bådet været Produktion- og projektleder for en del programmer og kanaler, blandt andet DR Ung, DR3 og Ramasjang. Yderligere er Erik Struve Hansen programansvarlig for serien. Erik er chef for afdelingen DR Ung, og har blandt andet været med til ”Prinsesser fra blokken”, ”Petra elsker sig selv” og ”De smukke drenge”. DR3’s redaktør, Trine Skovgaard, som har været redaktionschef/tilrettelægger/postproducer på en masse forskellige serier, blandt andet: Alt på spil (TV2), Drømmeværelset (TV2), Aldrig mere fængsel (DR1), Strandhotellet (Kanal 4).

## Stilistiske træk
Hunkøn er først og fremmest en dokumentarserie. Den trækker på realitygenren, da der veksles mellem sekvenser fra kvindernes private liv og efterfølgende refleksioner fra en interviewsituation i et studie. Der anvendes ofte håndholdt kamera og billedkompositionen er ofte nær eller ultranær. Det stilistiske spejler her det intime og kropsfikseret tema, som er gennemgående i mange af afsnittene.
Herudover alluderer musiksporet ofte til det glamourøse og diva-agtige med blandt andet sange af Lana Del Rey, eller til natklubsmiljøer med forskellige elektroniske bands. Begge kontekster associeres med LGBT-kulturen. 

## Seriens kulturelle kontekst

### Transkønnet i Danmark
Transkønnede personer er personer, som føler, at de er født i den forkerte krop. De er altså uenige i det køn som jordemoderen har tildelt dem ved fødslen, ved at kigge på deres ydre kønsorganer og derefter givet dem etiketten ”dreng” eller ”pige”. Det handler altså om kønsidentitet, og her er trans-begrebet en samlebetegnelse for flere forskellige køn og kønsidentiteter. Det handler om, hvordan man selv opfatter og dermed definerer sin kønsidentitet. Man kan eksempelvis være en transkønnet kvinde, en transkønnet mand eller non-binær transperson, hvilket vil sige, at man hverken føler sig som en kvinde eller en mand. 
Indtil 2017 blev dét at være transkønnet vurderet til at være en psykisk sygdom i Danmark, og dermed var Danmark det første land i verden, der fjernede diagnosen ”tanskseksualitet” fra sygdomslisten. Det har medført, at der i dag er to steder i Danmark, Sexologisk klinik på Rigshospitalet og gynækologisk afdeling på Aalborg Universitetshospital, hvor man kan blive godkendt til at modtage hormonbehandlinger og operationer – dog er der stadig en lang proces med psykiatriske udredninger. Dette på trods af, at transkønnet er fjernet over sygdomslisten. Derudover kunne et forløb på sexologisk klinik i 2019 tage op til otte år, hvor det i dag typisk tager to til tre år. 